# Daniel Ludwik Andrzej des Pommerayes
Daniel Ludwik Andrzej des Pommerayes, fr. Danniel-Louis André des Pommerayes (ur. 1725 w Hawrze, zm. 2 września 1792 w Saint-Germain-des-Prés) – francuski błogosławiony Kościoła katolickiego, prezbiter.
Po przyjęciu święceń kapłańskich podjął działalność duszpasterską w diecezji paryskiej. Pełnił obowiązki wikariusza. Gdy w rewolucyjnej Francji nasiliło się prześladowanie katolików, w 1792 roku został uwięziony w opactwie Saint-Germain-des-Prés. Zginął z rąk tłumu, który wcześniej wymordował przewożonych z merostwa do opactwa więźniów, w czasie masakr wrześniowych.
Daniel Ludwik Andrzej des Pommerayes został beatyfikowany 17 października 1926 wraz z 190 innymi męczennikami francuskimi przez papieża Piusa XI.